# 布基 (日托米爾州)
50°11′47″N 28°19′30″E / 50.19639°N 28.32500°E

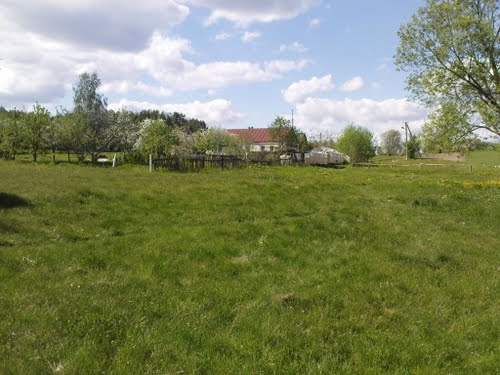
聚落一景

布基（烏克蘭語：Буки），是烏克蘭中部的村落，隸屬日托米爾州日托米爾區，始建於十七世紀，面積1.762平方公里，海拔高度209米，2001年人口342。